# UFC sur ESPN : Dolidze contre Hernandez
UFC sur ESPN : Dolidze contre Hernandez (également connu sous le nom d' UFC sur ESPN 72 et UFC Vegas 109 ) est un événement d'arts martiaux mixtes produit par l'Ultimate Fighting Championship qui s'est tenu le 9 août 2025, à l'UFC Apex à Enterprise, Nevada, dans la vallée de Las Vegas, États-Unis. 

## Contexte
Un combat de poids moyen entre Roman Dolidze et l'ancien champion des poids moyens de la LFA Anthony Hernandez a été la tête d'affiche de cet événement. Le combat devait initialement avoir lieu lors de l'UFC 302 en juin 2024, mais Hernandez avait été contraint de se retirer  en raison d'une déchirure du ligament de la main. 
Un combat de poids coq féminin entre l'ancienne challenger du championnat des poids coq féminin de l'UFC Mayra Bueno Silva et Joselyne Edwards devait avoir lieu lors de cet événement. Cependant, Bueno Silva s'est retirée pour des raisons non divulguées et a été remplacée par Priscila Cachoeira.
Les anciens challengers du championnat poids mouche de l'UFC, Alex Perez et Steve Erceg, devaient se rencontrer lors de l'événement co-principal.Cependant, Perez s'est retiré à la mi-juillet pour des raisons non divulguées et a été remplacé par le vainqueur poids mouche de la saison 2 de Road to UFC, Park Hyun-sung,. À son tour, Park a été transféré à l'UFC sur ESPN : Taira contre Park la semaine précédente pour participer à l'événement principal après qu'Amir Albazi a dû se retirer en raison d'une blessure et a été remplacé par Ode' Osbourne dans un combat de poids coq,.

## Carte de combat
| Carte principale (ESPN/ESPN+)   | Carte principale (ESPN/ESPN+) | Carte principale (ESPN/ESPN+) | Carte principale (ESPN/ESPN+) | Carte principale (ESPN/ESPN+)            | Carte principale (ESPN/ESPN+) | Carte principale (ESPN/ESPN+) | Carte principale (ESPN/ESPN+) |
| Catégorie                       |                               |                               |                               | Méthode                                  | Round                         | Chrono.                       | Notes                         |
| ------------------------------- | ----------------------------- | ----------------------------- | ----------------------------- | ---------------------------------------- | ----------------------------- | ----------------------------- | ----------------------------- |
| Poids Moyens                    | Anthony Hernandez             | déf.                          | Roman Dolidze                 | Soumission (étranglement rear-naked)     | 4                             | 2:45                          |                               |
| Poids Coq                       | Steve Erceg                   | déf.                          | Ode' Osbourne                 | Décision (unanime) (29–28, 29–28, 29–28) | 3                             | 5:00                          |                               |
| Poids Pailles Femmes            | Iasmin Lucindo                | déf.                          | Angela Hill                   | Décision (unanime) (30–27, 30–27, 29–28) | 3                             | 5:00                          |                               |
| Poids Plumes                    | Andre Fili                    | déf.                          | Christian Rodriguez           | Décision (divisée) (29–28, 28–29, 30–27) | 3                             | 5:00                          |                               |
| Poids Coq                       | Jean Matsumoto                | déf.                          | Miles Johns                   | Décision (divisée) (29–28, 28–29, 29–28) | 3                             | 5:00                          |                               |
| Poids Moyens                    | Christian Leroy Duncan        | déf.                          | Eryk Anders                   | TKO (coude tournant et coups de poing)   | 1                             | 3:53                          |                               |
| Carte préliminaire (ESPN/ESPN+) |                               |                               |                               |                                          |                               |                               |                               |
| Poids Lourds-légers             | Julius Walker                 | déf.                          | Raffael Cerqueira             | Décision (unanime) (30–27, 30–27, 30–26) | 3                             | 5:00                          |                               |
| Poids Coq                       | Elijah Smith                  | déf.                          | Toshiomi Kazama               | KO (slam)                                | 1                             | 4:10                          |                               |
| Poids Coq Femmes                | Joselyne Edwards              | déf.                          | Priscila Cachoeira            | KO (coups de poing)                      | 1                             | 2:24                          |                               |
| Poids Welter                    | Uroš Medić                    | déf.                          | Gilbert Urbina                | KO (coup de poing)                       | 1                             | 1:03                          |                               |
| Poids Mouches Femmes            | Gabriella Fernandes           | déf.                          | Julija Stoliarenko            | Décision (unanime) (30–27, 29–28, 29–28) | 3                             | 5:00                          |                               |
| Poids Lourds-légers             | Eric McConico                 | déf.                          | Cody Brundage                 | Décision (divisée) (29–28, 27–30, 29–28) | 3                             | 5:00                          |                               |

## Récompenses bonus
Les combattants suivant ont reçu chacun un bonus de 50000 $:
- Combat de la soirée : aucun bonus attribué,
- Performance de la soirée : Anthony Hernandez, Christian Leroy Duncan, Elijah Smith et Joselyne Edwards.